# Abdul Nabi Qayyim
Abdul Nabi Qayyim (Abadán, 24 de abril de 1956) es un escritor y pensador árabe iraní que tiene muchos logros culturales y literarios, en los que destacan el diccionario contemporáneo árabe-persa y el diccionario intermediario contemporáneo árabe-persa, así como una historia de los árabes del Ahvaz que tuvo mucha fama y consideración en ambos círculos tanto culturales como literarios.